# Шешелета

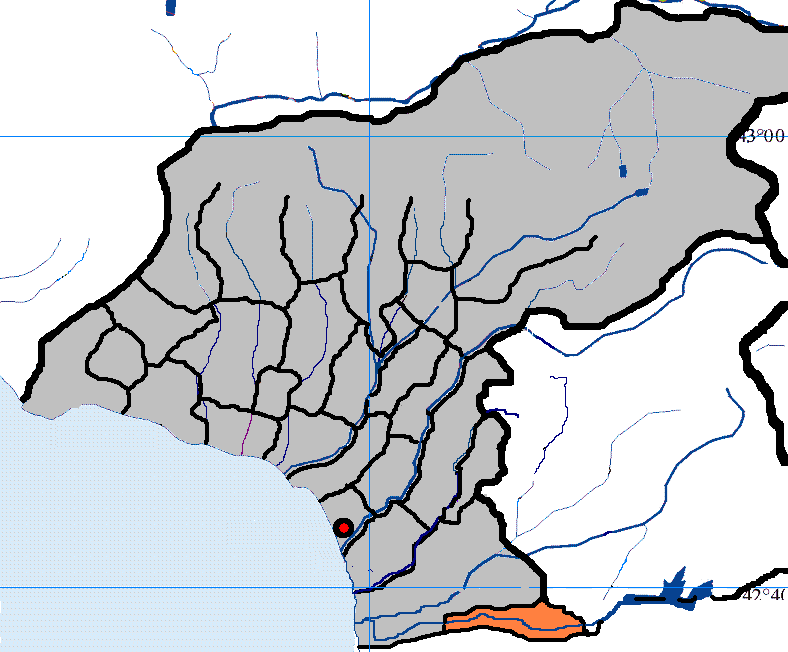
Расположение села Шешелета

Шешеле́та (абх. Шьашьалаҭ, Шьашьықыҭ, груз. პირველი შეშელეთი) — село в Абхазии, в Очамчырском районе частично признанной Республики Абхазия, согласно административному делению Грузии — в Гальском муниципалитете Абхазской Автономной Республики. Расположено в равнинной полосе к юго-востоку от райцентра Очамчыра. В административном отношении село представляет собой административный центр Шашалатской сельской администрации (абх. Шьашьалаҭ ақыҭа ахадара).

## Границы
На севере Шешелета граничит с селом (с/а) Ачгуара, на западе — Гудава (в составе с/а Ачгуара); на востоке — с Ткуарчалским районом; на юге — с Галским районом.

## История
В середине XIX века, судя по свидетельствам учёных и путешественников, село уже было полностью мегрелоязычным, тогда как к северу от Шашалата ещё говорили на абхазском.
В XIX веке Шешелета входило в состав Гудавской сельской общины.
Весь советский период село входило в состав сельсовета Репо-Шешелета.
Во время грузино-абхазской войны Шешелета, как и остальные сёла Гальского района, контролировался грузинской стороной. После окончания войны большая часть жителей покинуло село, но уже в 1994 году многие возвратились. В настоящее время число жителей села сильно сократилось по сравнению с довоенным периодом.
Село Шешелета исторически подразделяется на 3 посёлка (абх. аҳабла):
- Первая Шешелета (Первый Шешелети)
- Вторая Шешелета (Второй Шешелети, Верхний Шешелети)
- Хумен-Натопури

Село переименовано властями Республики Абхазии в 1994 году и выделено из Гальского района в Очамчырский, при этом было разделено между Мухурским и Репо-Шешелетским сельсоветами. По административному делению Грузии продолжает носить название Шешелети в составе Гальского муниципалитета.
Колхозы
В советское время в селе действовали три колхоза:
- Колхоз «Шешелети» Гальского района (при образовании в 1930-х годах назывался как колхоз «Глехис-Хма», потом до 1953 года — имени Берия). В этом колхозе трудились Герои Социалистического Труда председатель колхоза Кондратий Джотоевич Узарашвили, бригадиры Терентий Пачавалаевич Абухбая, Элизбар Павлович Джолия, Фёдор Батломович Квиртия, звеньевые Михаил Несторович Аркания, Эраст Джаруевич Джолия, Тарасий Гвадиевич Гурцкая, Гуджа Павлович Тунгия, Ирадион Павлович Хурцилава, Шота Иванович Хурцилава, колхозницы Натела Гаджоевна Маркелия, Любина Хиндигуевна Хецурия.
- Колхоз имени Дзигуа Гальского района. В этом колхозе трудились Герои Социалистического Труда председатель колхоза Пармен Павлович Маркелия, бригадир Владимир Битгаевич Кавшбая, звеньевые Акакий Мусуркаевич Кавшбая и Никандро Елизбарович Тунгия;
- Колхоз имени Махарадзе Гальского района.

## Население
По данным переписи населения 1886 года, в Шашалате проживало православных христиан — 531 человек, мусульман-суннитов не было. По сословному делению с селе имелось 4 князя, 44 дворянина и 483 крестьянина. Представителей православного духовенства и «городских» сословий в Шашалате не проживало.
Население села Шешелета, разделённого между Мухурским и Репо-Шешелетским сельсоветами, по данным переписи 1989 года составляло 2520 человек, по данным переписи 2011 года население сельской администрации Шешелет составило 373 человека, в основном мегрелы и грузины.
| Год переписи | Число жителей                                               | Этнический состав                            |
| ------------ | ----------------------------------------------------------- | -------------------------------------------- |
| 1886         | 531                                                         | самурзаканцы 97,6 %; грузины 2,4 %           |
| 1926         | в составе Мухурского и Репо-Шешелетского сельсоветов        | нет данных                                   |
| 1959         | 2183 (в составе Мухурского и Репо-Шешелетского сельсоветов) | грузины (нет точных данных)                  |
| 1989         | 2520 (в составе Мухурского и Репо-Шешелетского сельсоветов) | грузины (нет точных данных)                  |
| 2011         | 373 (сельская администрация Шешелет)                        | мегрелы 74,3 %, грузины 16,6 %, абхазы 5,4 % |

## Известные уроженцы
Векуа, Илья Несторович

## Использованная литература
- В. Е. Кварчия. Историческая и современная топонимия Абхазии (Историко-этимологическое исследование). — Сухум, 2006. — 328 с. — 1000 экз.
- Кәарҷиа В. Е. Аҧсны атопонимика. — Аҟәа: 2002. — 686 д. (абх.)